# Феодосий (Путилин)
Архиепи́скоп Феодо́сий (в миру Серге́й Васи́льевич Пути́лин; 5 (17) августа 1897, село Давыдовка, Коротоякский уезд, Воронежская губерния — 13 августа 1980, Сидней) — епископ Русской православной церкви заграницей, архиепископ Сиднейский и Австралийско-Новозеландский.

## Биография
Родился 5 августа 1897 года в селе Давыдовке Коротоякского уезда Воронежской губернии (ныне Лискинский район Воронежской области) Воронежской губернии в семье священника Василия Путилина.
В 1912 году окончил Павловское духовное училище, в 1918 году — Воронежскую духовную семинарию (или Волынскую ДС, возможно, обучался в Воронежской ДС до 1917 года).
В 1918—1920 годы воевал добровольцем в Белой армии на Дону под руководском генерала Краснова.
Обратился к епископу с просьбой о рукоположении, но получил отказ.
Работал бухгалтером на авиационном заводе. В 1931 и с 1936 по 1940 год был арестован и находился в заключении по анонимным доносам.
Во время Второй Мировой войны оказался на оккупированной немцами территории и был вывезен на принудительные работы в Германию.
После войны оказался в американской зоне. Семья Путилиных избежала репатриации в СССР, предъявив подложные документы о том, что они родились в Бессарабии. До 1947 года жил в лагере для перемещённых лиц. Состоял в юрисдикции митрополита Евлогия (Георгиевского), впоследствии перешёл в РПЦЗ.
С 1947 года — председатель епархиального совета Австрийской епархии. Рукоположён в сан диакона.
14 октября 1948 года рукоположён во священника. Служил в церквах при лагерях для перемещённых лиц в Штутгарте, Карлсруэ и Людвигсбург.
13 июля 1949 года возведён в сан протоиерея.
31 декабря 1950 года уехал в Австралию.
В январе 1951 года он прибыл в Перт. Здесь он построил благолепный храм в честь апостолов Петра и Павла.
В 1968 году овдовел. 28 ноября 1969 года пострижен в монашество.
29 ноября в Мельбурне хиротонисан во епископа Мельбурнского, викария Австралийской епархии.
Указом от 25 ноября 1970 года назначен епископом Сиднейской и Австралийско-Новозеландской епархии. Это был период большого несогласия в церковной жизни в Сиднее.
23 декабря 1979 года возведён в сан архиепископа.
Скончался 13 августа 1980 года в Сиднее. Отпевание совершал епископ Штутгартский Павел (Павлов), ставший его преемником по Австралийской кафедре. Погребён в Перте.